# Wien (Wisconsin)
Wien es un pueblo ubicado en el condado de Marathon en el estado estadounidense de Wisconsin. En el Censo de 2010 tenía una población de 825 habitantes y una densidad poblacional de 10,1 personas por km².

## Geografía
Wien se encuentra ubicado en las coordenadas 44°54′27″N 90°0′35″O / 44.90750, -90.00972. Según la Oficina del Censo de los Estados Unidos, Wien tiene una superficie total de 81.69 km², de la cual 81.67 km² corresponden a tierra firme y (0.02%) 0.02 km² es agua.

## Demografía
Según el censo de 2010, había 825 personas residiendo en Wien. La densidad de población era de 10,1 hab./km². De los 825 habitantes, Wien estaba compuesto por el 99.27% blancos, el 0% eran afroamericanos, el 0% eran amerindios, el 0.61% eran asiáticos, el 0% eran isleños del Pacífico, el 0% eran de otras razas y el 0.12% pertenecían a dos o más razas. Del total de la población el 0.24% eran hispanos o latinos de cualquier raza.